# Nictation

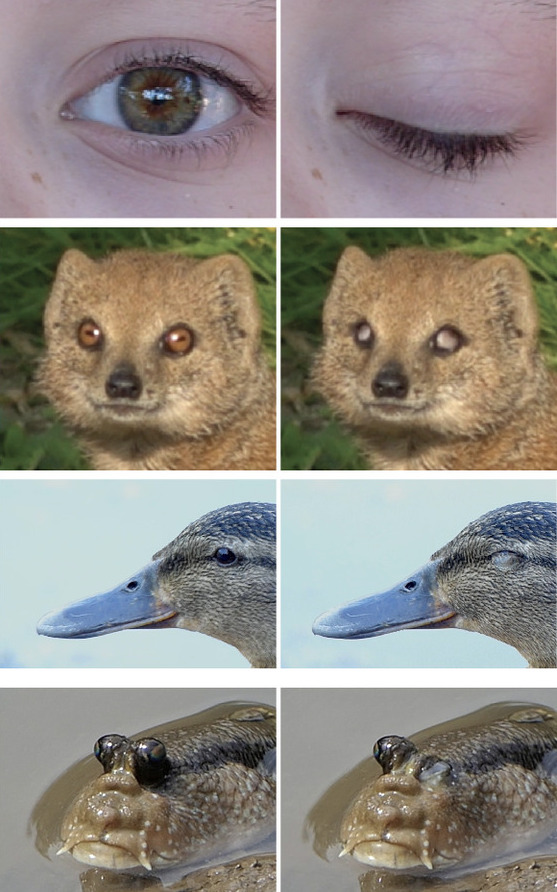
Le clignement des yeux a évolué à plusieurs reprises. (1) Chez l'humain, le clignement des yeux implique l'abaissement de la paupière supérieure. D'autres tétrapodes, cependant, peuvent cligner des yeux avec d'autres membranes. (2) Une mangouste jaune fermant ses yeux avec une membrane nictitante. (3) Un canard colvert fermant ses yeux en soulevant la paupière inférieure. (4) Un gobie Periophthalmodon freycineti clignant des yeux et montrant le mouvement de l'œil et de la cupule dermique.

La nictation, ou clignement d'œil, est une fonction des yeux, qui clignent typiquement dans un délai entre 100 et 150 millisecondes du début à la fin. Si un œil s'assèche, baisser la paupière (ou une autre membrane) et la rouvrir rapidement peut aider à répartir l'humidité (larme) sur la surface de l'œil, rendant la situation moins inconfortable. Le clignement sert également à enlever les irritants qui auraient pu atterrir sur l’œil.

## Adaptation à la vie terrestre
Le clignement d'œil est observé chez presque tous les tétrapodes vivants et absent dans d'autres lignées de sarcoptérygiens existantes, ce qui suggère qu'il pourrait être apparu au cours de la transition entre l'eau et la terre il y a 375 millions d'années (Dévonien supérieur) ; ce comportement étant une adaptation aux conditions de vie sur terre. Cependant, l'absence de fossilisation des paupières et des glandes lacrymales limite les possibilités de valider cette hypothèse. Chez les espèces vivantes, elle est confirmée par les gobies amphibies, comme Periophthalmus barbarus, qui pratiquent le clignement d'œil lors de leurs sorties terrestres alors que ce n'est pas le cas du gobie entièrement aquatique Neogobius melanostomus.

## Chez l'humain
Lors d'un clignement d'œil, la paupière enduit la surface du globe oculaire de liquide lacrymal, pour éviter sa déshydratation et les démangeaisons. Le clignement est moins fréquent lors de la lecture ou de la visualisation d'un écran (7,5 clignements par minute) — ce qui explique que les yeux deviennent alors secs et douloureux — et plus fréquent en périodes de fatigue et lors des phases de transition (par exemple, en tournant une page de magazine).
Mais le clignement n'est pas qu'un réflexe. Il est ralenti lorsque la personne est calme (15 clignements par minute) ou doit se concentrer, alors que l'anxiété déclenche des torrents de clignements (50 clignements par minute). En outre, durant un clignement, l'activité du cortex visuel ainsi que des zones pariétale et préfrontale est interrompue, peut-être pour nous empêcher de remarquer des microsecondes d'obscurité.
Les bébés s'y adonnent moins que les adultes (1 à 3 clignements par minute). Plusieurs hypothèses pourraient expliquer ce phénomène : faible taux de dopamine, moindre besoin d'humidification de l’œil, effort d'attention plus important pour intégrer de nouveaux stimuli. Il existe également des variations importantes dans le monde animal. Un perroquet cligne des yeux vingt-six fois par minute, contre une seule fois pour une autruche.
Les hommes et les femmes ont la même fréquence de clignement spontané (M.J. Doughty, 2002, Optom Vis Sci), avec une moyenne de dix par minute en laboratoire[réf. souhaitée].
La corrélation entre le comportement humain de clignement des paupières et le stress (psychologique) a également été démontrée au moyen d'une étude en laboratoire,.